# Lexington (Alabama)
Lexington es un pueblo ubicado en el condado de Lauderdale en el estado estadounidense de Alabama. En el censo de 2000, su población era de 840.

## Demografía
En el 2000 la renta per cápita promedia del hogar era de $ 31.736$, y el ingreso promedio para una familia era de 38.500$. El ingreso per cápita para la localidad era de 15.184$. Los hombres tenían un ingreso per cápita de 35.083$ contra 17.422$ para las mujeres.

## Geografía
Lexington está situado en 34°57′58″N 87°22′22″O / 34.96611, -87.37278 (34.966115, -87.372892)
Según la Oficina del Censo de los EE. UU., la ciudad tiene un área total de 3.21 millas cuadradas (8.32 km²).